# 艾达·萨克斯顿·麦金利
艾达·萨克斯顿·麦金利（Ida Saxton McKinley，1847年6月8日—1907年5月26日），美国第25任总统威廉·麦金利的妻子，美国前第一夫人（1897年-1901年）。